# Saint-Barthélemy (Bretagna)
Saint-Barthélemy è un comune francese di 1 156 abitanti situato nel dipartimento del Morbihan nella regione della Bretagna.

## Società

### Evoluzione demografica
Abitanti censiti